# IOS 13
iOS 13 este cea de-a treisprezecea versiune majoră a sistemului de operare mobil iOS dezvoltat de Apple Inc. pentru liniile lor iPhone, iPod Touch și HomePod. Succesorul la iOS 12 pe aceste dispozitive, a fost anunțat în cadrul Apple Worldwide Developers Conference (WWDC) a companiei pe 3 iunie 2019 înainte de a fi lansat pe 19 septembrie 2019.

## Istoric

### Introducere și lansare inițială
iOS 13 și iPadOS 13 au fost lansate de directorul de inginerie software Craig Federighi la WWDC la 3 iunie 2019.

### Actualizări

#### 13.1
iOS 13.1 a fost lansat pe 24 septembrie 2019.

#### 13.1.1
iOS 13.1.1 a fost lansat pe 27 septembrie 2019.

#### 13.1.2
iOS 13.1.2 a fost lansat pe 30 septembrie 2019. Actualizarea s-a concentrat pe remedieri de erori.

#### 13.1.3
iOS 13.1.3 a fost lansat pe 15 octombrie 2019. Actualizarea s-a concentrat pe remedieri de erori.

#### 13.2
iOS 13.2 a fost lansat pe 28 octombrie 2019.

#### 13.2.1
iOS 13.2.1 a fost lansat pe 30 octombrie 2019. Această actualizare este doar pentru HomePod.

#### 13.2.2
iOS 13.2.2 a fost lansat pe 7 noiembrie 2019.

#### 13.2.3
iOS 13.2.3 a fost lansat pe 18 noiembrie 2019.

#### 13.3
iOS 13.3 a fost lansat pe 10 decembrie 2019.

#### 13.3.1
Prima versiune beta a iOS 13.3.1 a fost lansată pe 17 decembrie 2019.

## Caracteristicile sistemului

### Privacy
iOS 13 modifică gestionarea datelor despre locație. Când o aplicație solicită acces la locație, utilizatorul alege dacă să acorde acces ori de câte ori utilizează aplicația sau o singură dată. Utilizatorul va primi solicitări similare pentru accesul în locația de fundal și când o aplicație solicită acces la Bluetooth sau Wi-Fi (care poate fi, de asemenea, utilizată pentru urmărirea fără acord a locației).
În august 2019, a fost raportat că, începând cu aprilie 2020, API-ul PushKit pentru VoIP va fi limitat la utilizarea telefonului pe internet, închizând o „lacună” folosită de alte aplicații pentru colectarea datelor de fundal.

### Siri
Siri folosește o voce generată de software numită „Neural TTS”, destinată să sune mai natural decât versiunile anterioare care folosesc clipuri de voci umane. Siri a devenit mai funcțional și este disponibil un nou control de sunet. Aplicația de scurtături Siri este instalată implicit. Siri folosește și HomePod pentru a învăța și recunoaște vocile diferitelor persoane. De asemenea, este posibil ca Siri să citească automat mesajele primite cu voce tare pe AirPods.

### Tastatură
Tastatura virtuală QuickType prezintă QuickPath, permițând utilizatorului să-și alunece degetul pe tastatură pentru a completa cuvinte și expresii. Această funcționalitate a fost anterior disponibilă exclusiv prin intermediul unor aplicații ale tastaturilor terțe precum SwiftKey, Adaptxt, Gboard sau Swype. Stickerele Emoji au fost incluse pe tastatura emoji și pot fi utilizate oriunde se poate face emoji obișnuit.

### Editarea textului
iOS 13 și iPadOS 13 adaugă o nouă interfață de gesturi la nivelul întregului sistem pentru tăiere, copiere, lipire, anulare și refacere. O alunecare cu trei degete spre stânga sau în sus se va anula; trei degete spre dreapta sau în jos se vor reface. O simplă atingere cu trei degete va crea un meniu de comenzi rapide cu toate cele cinci opțiuni.
Cursorul de text albastru poate fi mutat în câmpurile de text apăsând și ținând apăsat pentru a-l ridica și muta. De asemenea, au fost adăugate multe opțiuni noi pentru selectarea textului: atingerea dublă a unui cuvânt îl va selecta, atingerea triplă selectează o propoziție și atingerea cvadruplă a unui paragraf o selectează.

### Performanță
iOS 13 aduce mai multe îmbunătățiri de performanță. Face ID deblochează iPhone X, XS/XS Max și iPhone XR cu până la 30 la sută mai repede decât iOS 12. Un nou format de fișier face descărcări de aplicații cu până la 50 la sută mai mici, actualizări ale aplicației cu 60% mai mici și aplicații care sunt lansete până la două ori mai rapid.

### Extensie de viață a bateriei
Similar cu multe laptopuri, iOS 13 are o caracteristică de a limita procentul de încărcare a bateriei la 80%.
Această caracteristică permite lăsarea încărcării telefonului mobil peste noapte, fără a fi nevoie de o priză de blocare cronologică pentru a menține durata de viață a bateriei.
Menținerea procentului de baterie mai centrat în loc de încărcare și descărcare completă reduce tensiunea asupra bateriei. Acest lucru reduce îmbătrânirea bateriei litiu-ion și își prelungește durata de viață.

### Alte modificări
Versiunea iOS pentru dispozitivele iPad a fost redenumită iPadOS, reflectând diferitele funcționalități ale iPhone, iPod Touch și iPad.
iOS 13 adaugă suport oficial pentru Sony DualShock 4 și controlerul Microsoft Xbox One. iOS 13 adaugă, de asemenea, suport pentru distribuirea audio wireless pentru AirPods și anumite căști Beats.

## Funcțiile aplicației

### Mesaje și Memoji
Profilele de utilizator pot fi create și Memoji poate fi utilizat ca imagine de profil iMessage. Toate dispozitivele iOS cu un procesor A9 sau mai nou pot crea Memoji personalizate. Memoji și Animoji pot fi utilizate ca sticker în iMessage și în alte aplicații; ele sunt de asemenea disponibile ca emoji obișnuite pentru utilizare oriunde este disponibilă tastatura emoji. Există o varietate de noi opțiuni de personalizare pentru Memoji.

### Hărți
Aplicația Hărți oferă o UI pentru hărți reproiectată, care conține hărți mai detaliate și Look Around, o implementare a imaginilor la nivel de stradă similară cu Google Street View.

### Mementouri
Reproiectat și reconstruit de la început cu noi funcții, cum ar fi posibilitatea de a sugera când un memento trebuie livrat utilizatorului și posibilitatea de a eticheta contactele, astfel încât referințele la mementouri să poată fi afișate în altă parte, cum ar fi în mesaje.

### Fotografii
Aplicația Fotografii include o UI redesenată și folosește teoria automată pentru a ascunde automat imagini „neînsemnate”, precum capturi de ecran și documente. 
Fotografiile au o interfață reproiectată care le arată utilizatorilor fotografiile realizate în ultimul an, lună, săptămână și zi. Aceasta aduce toate fotografiile pe o singură pagină și arată utilizatorilor fotografii în funcție de ceea ce sugerează dispozitivul lor pentru ele.

## Probleme
Au apărut o serie de probleme în urma lansării iOS 13, unele referitoare la descărcarea bateriei, căderea apelurilor și tonuri de apel care nu funcționează corect, ceea ce a dus la actualizări software frecvente și patch-uri. În ciuda frecvenței lansărilor de remediere a erorilor, actualizările au introdus probleme noi.

## Dispozitive acceptate
iOS 13 acceptă dispozitivele cu minim 2 GB RAM, ceea ce a acceptat toate dispozitivele iPhone folosind Apple A8 sau versiunea anterioară. Acest lucru marchează, de asemenea, prima oară suportul pentru orice dispozitive pe 64 de biți. Dispozitivele care nu pot fi actualizate la iOS 13 includ iPhone 5S, iPhone 6/6 Plus și iPod Touch a șasea generație. IPad Mini 4 și iPad Air 2, care folosesc și cipurile Apple A8 și respectiv Apple A8X, acceptă iPadOS 13, deoarece au fiecare 2 GB de memorie RAM. Pentru a diferenția în continuare caracteristicile dintre iPhone-uri și iPads, Apple a redistribuit platforma orientată spre tablete cu propriul sistem de operare, iPadOS.
| - iPhone 6S - iPhone 6S Plus - iPhone SE - iPhone 7 - iPhone 7 Plus - iPhone 8 - iPhone 8 Plus - iPhone X - iPhone XS - iPhone XS Max - iPhone XR - iPhone 11 - iPhone 11 Pro - iPhone 11 Pro Max | - iPod Touch (a 7-a generație) | - HomePod |